# Jurij Teplov
Jurij Teplov (in russo Юрий Теплов?; 1931) è un ex pallanuotista sovietico, che ha disputato il torneo di pallanuoto ai Giochi di Helsinki 1952.